# Forn rajoleria de Can Xandri
La Forn rajoleria de Can Xandri és una obra de Sant Cugat del Vallès (Vallès Occidental) inclosa a l'Inventari del Patrimoni Arquitectònic de Catalunya.

## Descripció
Rajoleria que conserva les restes de les cambres de combustió distribuïdes en dues galeries paral·leles. Són de grans dimensions i algunes parets presenten vitrificació.